# Edgeplay: A Film About the Runaways
Edgeplay: A Film about the Runaways es una película documental de 2004 dirigida y producida por Victory Tischler-Blue, bajista de la banda de rock The Runaways. Edgeplay narra la historia de dicha banda, conformada en su totalidad por mujeres y que contó entre sus filas con las reconocidas cantantes y guitarristas Lita Ford y Joan Jett. La película debutó en el año 2004 en el festival "Don't Knock the Rock Film and Music".
Kim Fowley, el mánager original de la banda, pidió una suma de diez mil dólares por aparecer en la cinta, pero finalmente accedió a aparecer de forma gratuita si podía cantar sus respuestas a las preguntas con un guitarrista acompañándolo. Vicki Blue estuvo de acuerdo y así es como se filmó originalmente la participación de Fowley en la cinta. Sin embargo, él le informó que cada una de sus respuestas era una canción que requeriría una licencia por separado. Fowley estaba filmando un segmento para VH1 en ese momento, por lo que Blue envió sus preguntas a la gente de VH1, los cuales le permitieron usar su material.